# Марина Солодкіна
Марина Солодкіна, до шлюбу Гершман, івр. מרינה סולודקין; рос. Марина Михайловна Солодкина, нар. 31 травня 1952, Москва, СРСР — 16 березня 2013, Рига, Латвія) — ізраїльська політична діяка, депутатка кнесету 18-го скликання від партії Кадіма.

## Біографія
Марина Гершман народилася 31 травня 1952 року в Москві, СРСР (нині Російська Федерація). Вчилася в Московському державному університеті, де здобула ступінь доктора наук в області економіки і суспільних наук. В 1991 році вона репатріювалася до Ізраїлю. В Ізраїлі вступила в «Об'єднання вчених-репатріантів», також приєдналася до партії російськомовних репатріантів Ісраель ба-Алія.
У 1996 році Марина Солодкіна була вперше обрана в кнесет. У кнесеті 14-го скликання вона займала посаду голови комісії з підтримки статусу жінки, також у цьому скликанні кнесету входила у фінансову комісію та комісію з питань алії і абсорбції. Після виборів у кнесет 15-го скликання Солодкіна зберегла свій мандат, вона увійшла в кілька парламентських комісій, серед них комісія з боротьби з наркотиками, комісія з підтримки статусу жінки та інші. У період з 5 серпня 1999 року по 11 липня 2000 року вона займала посаду заступниці міністра абсорбції Ізраїлю. Згодом займала цю ж посаду в уряді Шарона, будучи заступницею Ципі Лівні.
Разом з Шароном перейшла в «Кадіму». Входила в табір Ципі Лівні, підтримуючи її спочатку проти Ольмерта, а потім проти Мофаза.
В день смерті, 16 березня 2013 року, Марина Солодкіна брала участь в антифашистській конференції у Ризі і стала свідкою масової ходи на честь латиських легіонерів Ваффен-СС.

## Особисте життя
Марина Солодкіна була одружена, мала двох дітей, жила в Ашкелоні.